# Zerka T. Moreno
Zerka Toeman Moreno (13 de junio de 1917 - 19 de septiembre de 2016) fue una psicoterapeuta estadounidense nacida en Holanda y cocreadora del psicodrama. Fue una colega cercana y esposa de Jacob Levy Moreno.

## Historia
Celine Zerka Toeman nació en Ámsterdam el 13 de junio de 1917.  Sus abuelos paternos eran comerciantes de cereales que, como muchas otras familias judías de la época, abandonaron Varsovia para ir a Inglaterra cuando el padre de Zerka, Joseph Toeman (1887-1956), aún era un niño pequeño. Su madre, Rosalia Gutwirth (1890-1969), era originaria de Europa del Este.
Fue en los Países Bajos donde Zerka, la menor de cuatro hermanos vivió la primera parte de su vida. Sus hermanos fueron Sabine (nacida en 1912), Rudolph (1913-1992) y Charles (1916-1990). En 1931, cuando Zerka tenía catorce años, sus padres se mudaron a Londres para reunirse con el resto de la familia de su padre. Aquí terminó la escuela secundaria y luego estudió arte y diseño de moda. En 1939 cruzó por primera vez el Atlántico para llegar a Estados Unidos con algunos amigos de la familia. En 1941, pudo llevarse a su hermana mayor de Bélgica a Nueva York para seguir el tratamiento de la enfermedad mental de su hermana. 
Moreno fue una de las cofundadoras de la Asociación Internacional de Psicoterapia de Grupo.
El aporte de Moreno al campo de la psicoterapia de grupo y el psicodrama comenzó inmediatamente al conocer al Dr. JL Moreno. Un año después de su reunión, Jacob Levy y Zerka fundaron el Instituto Sociométrico en Park Avenue, Nueva York. En 1942 fundaron el Instituto Psicodramático de Nueva York. Comenzaron a publicar la revista Group Psychotherapy (originalmente llamada Sociatry) en 1947, publicando un volumen de investigación que documenta su aplicación y desarrollo teórico de las ciencias sociales de la sociatría, el psicodrama y la sociometría. Moreno fue socia y cocreadora junto a JL Moreno durante más de treinta años hasta su muerte en 1974.
Zerka Moreno continuó entrenando y enseñando la teoría y el método psicodramático durante más de 30 años desde la muerte del Dr. Moreno, formando psicodramatistas en todo el mundo. Zerka Moreno es reconocida como un líder en el sueño del Jacob Levy Moreno de llevar este método a las vidas de las comunidades de todo el mundo. En la década de 2000 vivió en Charlottesville, Virginia.
Zerka Moreno murió en Rockville, Maryland, el 19 de septiembre de 2016, a la edad de 99 años.

## Fundación Zerka T. Moreno para la Educación y la Formación
La Fundación Zerka T. Moreno participa en la exploración de la teoría moreneana, la cual trata sobre la compleja dinámica de la interacción humana. Zerka Moreno ha influido en los fundamentos del psicodrama y psicoterapia de grupo. La fundación apoya varios programas educativos, de investigación y de capacitación realizados en diversos lugares como el oeste de Massachusetts, la Universidad Lesley en Cambridge y Portugal. Con una colección de obras inéditas de JL Moreno, la fundación ofrece información sobre la evolución de sus ideas. También ofrece una selección de recursos formativos a cargo de Zerka T. Moreno, fomentando el intercambio de conocimiento dentro de estos campos. Como organización sin fines de lucro, la fundación opera centrándose en promover la comprensión en estos ámbitos. 